# 환경을 위한 B4E 비즈니스
B4E 비즈니스 환경 정상회의(B4E 또는 B4E 정상회의로 일반적으로 줄여서 사용)는 환경을 위한 대화와 파트너십을 위한 국제적 회의 기구이다.
이러한 변혁적인 솔루션의 가속화와 전달은 기업, 정부 및 비정부 기구(NGO) 간의 협력 수준을 높이는 것을 요구한다. B4E는 네트워킹, 정보 공유, 혁신적인 변화를 위한 파트너십의 창출을 통해 이러한 협력을 용이하게 하기 위해 노력한다.
이 정상회의에서 다루는 주제는 에너지, 자연자원 보안, 기후 변화, 수자원 관리 및 생물다양성 보전 등이 포함된다.
과거 정상회의에서는 반기문, 앨 고어, 헬렌 클락, 그리고 남용 대통령, 벤쾰코토 대통령, 고라안 페르손과 같은 국제적인 인물, 이명박, 벤 베르바이엔, 요헨 즈아이츠, 리처드 브랜슨, 바바라 쿡스와 같은 비즈니스 리더, 그리고 데이비드 수즈키, 자닌 베뉴스, 아모리 러빈스와 같은 유명 전문가들이 연설을 했다. 또한, 이 정상회의에는 WWF, Greenpeace, 로키 마운틴 연구소, 세계 식량 계획, UNDP와 같은 국제 비정부 기구 및 기관들이 포용적인 대화에 참여한다.
정상회의 토론에서의 공식 결과 선언은 환경 문제에 대한 혁신적인 솔루션 수용의 필요성에 대한 이해 관계자들의 약속을 반영하며, UN 기후변화 회의 및 리우+ 등의 참여자들에게 정보를 제공하는 데 사용된다.

## 역사
과거 B4E 정상회의는 지난 다섯 년간 싱가포르, 파리, COP 15 중간에 코펜하겐, 서울, 멕시코 시티, COP 16 중간에 칸쿤, 그리고 정상회의가 개최된 장소의 주최국과 협력 관계에서 제카르타에서 개최되었다. 이 정상회의는 유엔, WWF, 글로벌 이니셔티브 및 개최국과의 파트너십을 통해 진행되었다.

### B4E 글로벌 회의 2007 & 2008 싱가포르
첫 번째와 두 번째 B4E 정상회의는 싱가포르에서 개최되었다. 이 행사에는 당시 싱가포르 국토발전장관인 마우 보탄 장관이 명예 손님으로 참석했으며, 아킴 슈타이너, 게오르그 켈, 데이비드 스즈키, 마우문 압둘 가윰, 아담 워백, 장위 등 저명한 연사들이 참여했다.

### 2009 파리 B4E 글로벌 회의
2009년 B4E Global Summit인 "The Green Imperative: Leadership, Innovation and Technology"은 프랑스 파리에서 개최되었다. 2009년 정상회의에서 주목할만한 연사로는 조셉 알카모, 파번 숙데브, 그리고 엘 하산 빈 탈랄 왕자 등이 있었으며, 아킴 슈타이너와 게오르그 켈도 반복해서 출연하였다.

### 2010 서울 B4E 글로벌 회의
B4E Global Summit은 2010년에 아시아 대륙으로 돌아와 대한민국 서울에서 개최되었다. 이 행사에서는 이명박, 알 고어, 반 기문, 제임스 리프 등 다양한 위인들이 연설과 발표를 진행하였고, 이를 통해 언론, 정책 결정자 및 산업계에서 국제적인 관심을 받았다.

### 2010 칸쿤 B4E 기후 정상회의
멕시코 칸쿤에서 개최된 기후 정상회의는 WWF와 다양한 유엔 기관과의 협력이 더욱 강화되고 확대되는 모습을 보였다. 산업계 및 비정부 기구의 관찰자들은 회의에서 발표된 성명서가 기업, 정부 및 시민사회가 기후 변화에 대한 비즈니스 중심의 목표와 해결책을 논의하는 데에 유용한 방법이라고 평가했다.

### 2011 자카르타 B4E 글로벌 회의
2011년에 인도네시아 자카르타에서 최근에 마무리된 글로벌 정상회의는 UN 산림 국제 연맹과 함께 산업과 농업에 초점을 맞추기 위해 자카르타의 위치를 활용했다. 비즈니스, 정부 및 시민 대표로 구성된 스티어링 위원회가 구성되어 1월에 첫 회의를 개최하여 4월에 실제로 열리는 정상회의를 위한 집중된 토론 패널을 준비했다. 자카르타 정상회의에는 Susilo Bambang Yudhoyono, Helen Clark 및 Andrew Steer와 같은 주목할만한 연사들이 참여했다.
정상회의는 학생들이 지역의 환경 프로젝트에 참여할 수 있도록 유스 다이얼로그 요소를 반복적으로 포함했으며, National Geographic 야생 동물 프리젠터 헤이든 터너가 별도의 워크숍을 진행했다.